# Thuidium jacquemontii
Thuidium jacquemontii là một loài rêu trong họ Thuidiaceae. Loài này được (Bruch & Schimp. ex Müll. Hal.) A. Jaeger mô tả khoa học đầu tiên năm 1878.